# Imidacloprida

Estrutura da Imidacloprida

A imidacloprida pertence à família química dos neonicotinóide, a mais difundida no mundo para uso agricultura desde o início dos anos  1990. Fabricado principalmente pela Bayer, é um neonicotinóide de 1ª geração, que, tal como todos os outros neonicotinóides, actua como agonista dos receptores nicotínicos dos insectos. Possui na sua composição química um grupo cloropiridinil heterocíclico e possui acção sistémica.

## Principais aplicações
A imidacloprida é uma substância ativa de produto fitossanitário ou fitofarmacêutico ou pesticida, com efeito insecticida sistémico, pertencente à família química dos  que actuam por contacto e ingestão. É usado em plantações de arroz, algodão, batatas e em pomares, para o controlo de insectos do solo, moscas-brancas e térmitas.  
Pode contaminar as águas e é extremamente perigoso para abelhas, não devendo ser aplicado na época da floração.  É também perigoso para aves.